# 赫氏中喙鯨
赫氏中喙鯨或賀氏中喙鯨（學名Mesoplodon hectori）旧称赫克氏喙鲸，又称歪嘴喙鲸和新西兰喙鲸。其是以James Hector爵士（紐西蘭威靈頓博物館的創建者）之名命名的兩種鯨豚之一，另一為賀氏矮海豚。長期以來僅在南半球發現，雖然1970年代於加州南部曾有數次擱淺與目擊記錄，但近來由DNA分析的結果認為，在南加州擱淺的個體並非以往所認為的賀氏中喙鯨，而是2002年才正式命名的斐氏中喙鯨。

## 基本資料
出生時身長體重：可能不及1.9m，體重未知
最大身長體重紀錄：雄-至少4.2m、雌性未知（曾有4.4m的報告，但該雌性樣本經證實並非本種喙鯨）；體重未知
壽命：未知

## 外型特徵
賀氏中喙鯨有典型的中喙鯨體型，頭部小、軀幹長、以及短尾。背鰭小而呈三角形，略呈鐮刀形。成年雄鯨有兩顆突出的牙齒，位於距下顎尖端約一吋的位置，大而明顯。牙齒外露的部分呈等腰三角形。
體色大致為背部深而腹部淺，尾鰭腹面為白色，具黑色邊緣。

## 分布
有記錄的擱淺地點散布於南半球溫帶各地海岸，包括智利、阿根廷、福克蘭群島、南非、澳洲、塔斯馬尼亞，以及紐西蘭等地，其中紐西蘭佔大多數。由擱淺地點推測，賀氏中喙鯨可能棲息於溫帶遠洋海域。

## 習性、生殖、食性
對於其社會結構、習性、或生殖等幾乎一無所知。與其他中喙鯨類相同，賀氏中喙鯨可能以槍烏賊為主要食物。

## 現狀
由擱淺的頻率判斷，牠們在南太平洋紐西蘭一帶應較其他地方常見。由於缺乏可信的海上辨識證據，無法估計其現狀。牠們從未被捕殺，也未曾有因漁網而造成死亡的記錄。